# Сан Ђовани ин Трјарио (Болоња)
Сан Ђовани ин Трјарио (итал. San Giovanni in Triario) је насеље у Италији у округу Болоња, региону Емилија-Ромања.
Према процени из 2011. у насељу је живело 11 становника. Насеље се налази на надморској висини од 16 м.